# Poeciloneta canionis
Poeciloneta canionis är en spindelart som beskrevs av Chamberlin och Ivie 1943. Poeciloneta canionis ingår i släktet Poeciloneta och familjen täckvävarspindlar. Inga underarter finns listade i Catalogue of Life.